# 李静 (1962年)
李静（1962年7月—），女，汉族，河南濮阳人，中华人民共和国政治人物。绵阳师范专科学校（今绵阳师范学院）中文系毕业，西南交通大学经济管理学院管理科学与工程专业和中共四川省委党校现代管理专业毕业，在职研究生学历。中共十八大、十九大代表，第十九届中央候补委员。

## 生平
1983年12月加入中国共产党。1984年7月参加工作。2006年6月任眉山市人民政府市长。2011年8月，任中共眉山市委书记。2017年5月，任中共四川省委常委，6月任省委统战部部长。
2008年，当选第十一届全国人民代表大会四川地区代表。2017年10月，中国共产党第十九次全国代表大会上当选中国共产党第十九届中央委员会候补委员。
2017年12月15日，不再担任中共四川省委常委，委员职务，调任中共重庆市委常委、统战部部长，兼任重庆社会主义学院院长。
2022年1月，当选为重庆市政协副主席。